# Кедр кипрский
Кедр кипрский, или Кедр короткохвойный (лат. Cedrus libani var. brevifolia) — разновидность деревянистых растений вида Кедр ливанский (Cedrus libani) семейства Сосновые (Pinaceae), встречается только в горах на острове Кипр.

## Ботаническое описание

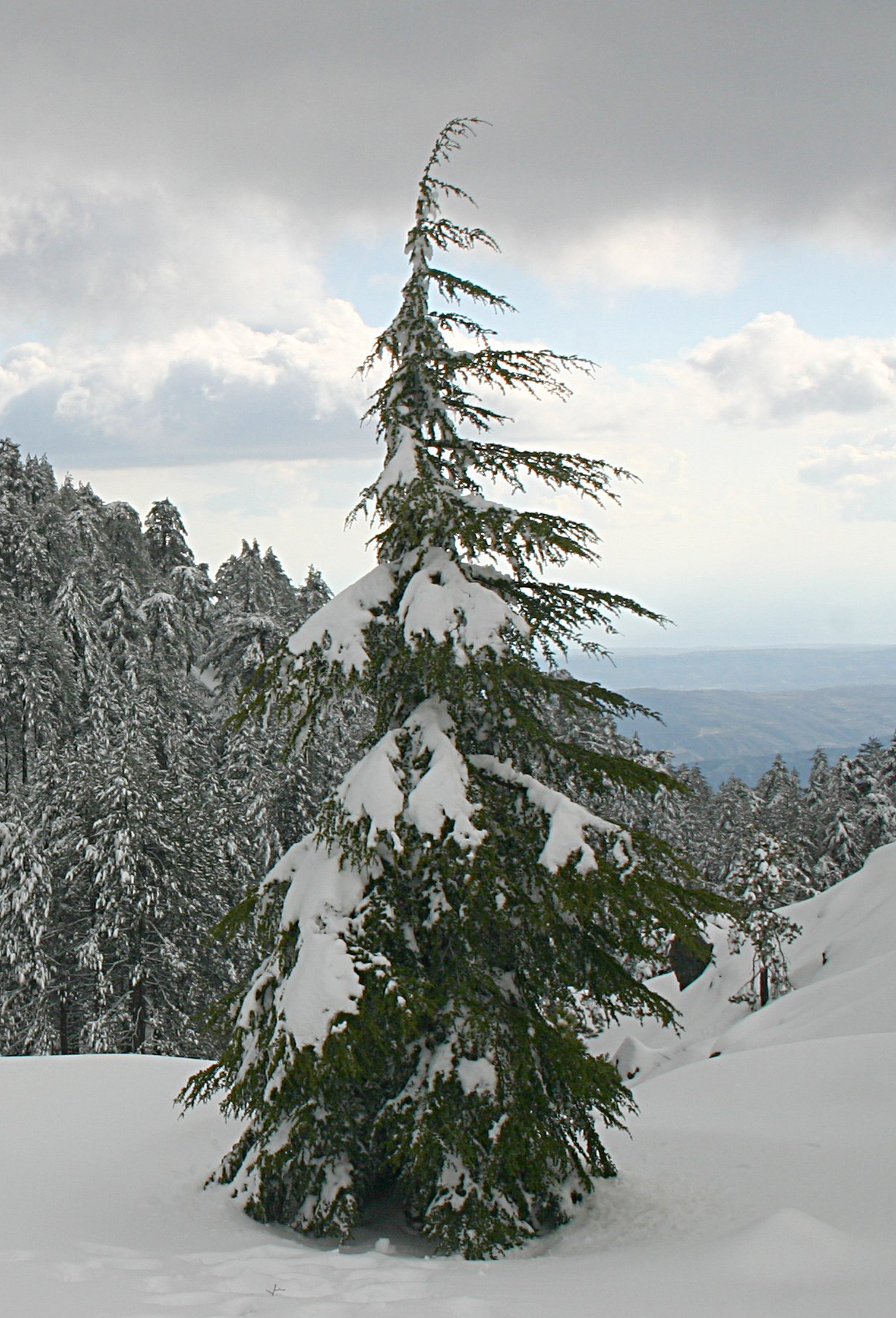
Молодое дерево.

Дерево до 12 м высотой. Ствол до 2 м в диаметре. Крона зонтиковидная. Хвоя сизо-зелёная, очень короткая, 5—8 (12) мм длиной. Шишки цилиндрическо-овальные, 6—7 см длиной.

## Хозяйственное значение и применение
До истощения природных запасов, широко использовалась древесина.
Изображен на монете 25 кипрских милей 1963-82 гг.

## Синонимика
- Cedrus brevifolia (Hook.f.) Elwes & A.Henry (1908)
- Cedrus libanotica subsp. brevifolia (Hook.f.) Holmboe (1914)
- Cedrus libanitica subsp. brevifolia (Hook.f.) O.Schwarz (1944)
- Cedrus libani subsp. brevifolia (Hook.f.) Meikle (1977)